# 意匠学会
意匠学会（いしょうがっかい、英名 Japan Society of Design） は、デザインに関する研究・意匠学の進展を図る目的で1959年関西意匠学会として創設、1978年現名称に変更した学会。
　 

## 事業
- 総会（研究大会）・研究例会・各種研究会の開催、学会誌・会報その他の発行、意匠学会賞・論文賞の授与など[1]

## 学会誌
- 『デザイン理論』